# Colli sul Velino
Colli sul Velino település Olaszországban, Lazio régióban, Rieti megyében. Lakosainak száma 452 fő (2023. január 1.). Colli sul Velino Contigliano, Labro, Morro Reatino, Rieti, Rivodutri és Terni községekkel határos.

## Népesség
A település lakossága az elmúlt években az alábbi módon változott:
| Lakosok száma | 524  | 510  | 452  |
|               | 2017 | 2018 | 2023 |